# Borgerligt ombud
Borgerligt ombud er en opgave, man som borger har pligt til at tage del i.
Der er en række hverv, som er borgerlige ombud:
- Kommunalbestyrelsesmedlem (betegnes også byrådsmedlem)[1]
- Regionsrådsmedlem[1] (erstattede 1. januar 2007 opgaven som amtsrådsmedlem)
- Skolebestyrelsesmedlem (er ikke længere et borgerligt ombud efter skolereform af 2013)[2]
- Medlemskab af skatteankenævnet[3]
- Domsmand[4]
- Nævning[4]
- Tilforordnet vælger[5]

Derimod regnes det ikke som borgerligt ombud at være:
- Værnepligtig
- Skattepligtig eller
- Undervisningspligtig
- Medlem af ældreråd
- Medlem af menighedsråd
- Medlem af Folketinget

## Afskaffelse af borgerligt ombud ved lokale valg
Den 25. februar 2015 foreslog økonomi- og indenrigsminister Morten Østergaard, at Folketinget afskaffer pligten til at lade sig opstille til kommunale og regionale valg. Begrundelsen var, at borgerligt ombud i praksis ingen betydning har ved disse valg. Forslaget blev ikke gennemført.

## Sproglig note
Begrebet borgerligt ombud bruges ikke direkte i de love (kommunalvalgloven, folketingsvalgloven, retsplejeloven) som fastlægger borgernes pligter, men det bruges i omtale af bestemmelserne, f.eks. i fremsættelsen af regeringens forslag til afskaffelse af borgerligt ombud ved lokale valg i 2015. Den Store Danske Encyklopædi anfører, at betegnelsen borgerligt ombud er forældet, og at det i dag blot hedder ombud.